# Sauball
Sauball bezeichnet ein historisches Ballspiel. Bereits das Oekonomische Krünitz-Lexikon von 1773 bis 1858 beschreibt das Spiel als selten und mutmaßt, dass es bald in die Reihe der erloschenen Spiele eingeordnet werden könnte. Im Bergischen Land und in Solingen soll das Spiel Muttehauen geheißen haben.

## Überblick
Bei diesem Spiel ist es das Ziel des sogenannten Treibers, einen Ball (die Sau) in ein großes Loch (Kessel) zu treiben, woran ihn eine Anzahl Gegner mittels Zurückschlagens des Balles hindern. Die Gegner haben aber zu Beginn des Spiels ihre Stöcke in kleinen Löchern stehen und müssen aufpassen, dass ihnen, während sie schlagen, nicht der Treiber oder ein Kamerad mit seinem Stock das Loch besetzt, denn wer kein Loch hat, muss Treiber werden.

### Regeln
Das Spiel wird von sechs bis zehn Personen gespielt (auch größere Gruppen sind denkbar, obwohl darunter die Übersicht leiden kann). Als Material dienen ein Ball von etwa 20 cm Durchmesser und Stöcke in der Anzahl der Mitspieler in Form von Besenstielen. In der Mitte eines großen Kreises wird eine Kuhle (ein Loch = der Kessel) gegraben und auf dem Kreisrand in etwa gleichmäßigen Abständen so viele Löcher wie die Anzahl der Spieler minus einem. Danach wird ausgezählt, wer der erste Sautreiber sein muss.
Der Ball wird vom Kessel herausgeworfen und jeder versucht ihn mit dem Stock wegzuprellen. Der Sautreiber versucht ihn in den Kessel zu treiben. Gelingt ihm das, ist das Spiel beendet und ein neues kann beginnen. Seine Mitspieler verhindern dies, indem sie die Sau vom Kreis fernhalten. Der Sautreiber versucht allerdings auch, ein eventuell frei gewordenes Loch mit seinem Stock zu besetzen. Gelingt ihm das, so ist er als Treiber abgelöst, das Spiel wird mit dem neuen Treiber fortgesetzt.
In der Oekonomischen Encyclopädie von Krünitz werden die Regeln wie folgt beschrieben:
1. Jeder Spieler muß sein Loch zu erhalten, und nur dann den Ball fortzutreiben suchen, wenn er in seine Nähe kommt, sonst ist er in Gefahr, wenn er sich zu weit hinüber nach dem Kessel wagt, daß sein Loch genommen wird; denn da alle Schläger bemühet sind den Ball wieder aus dem Kreise zu treiben und ihn nicht in den Kessel kommen zu lassen, so sind die meisten Spieler mit ihren Kellen in Bewegung, und jeder sucht dann ein Loch, wenn das seine schon besetzt ist, zu bekommen, wodurch dann die drolligste Verwirrung entsteht, die immer der Sautreiber benutzt, und von seinem Posten erlöset wird; daher muß jeder Spieler aufpassen, daß ihn solches nicht trifft.
2. Der Sautreiber muß alles nur Mögliche anwenden, um den Ball in den Kessel zu bringen, welches ihm um so schwerer wird, da sich alle gegen ihn vereiniget haben, oder alle Spieler gegen ihn sind, daß er ihn nicht hineinbringe. Dieses muß er sich nun zu Nutze machen; denn indem er immer thut, als wenn er den Ball emsig in den Kessel treibt, oder ihn in denselben zu bringen sucht, lenkt er die Spieler von seiner Absicht auf ihre Löcher ab, und kann um so leichter dann ein Loch erwischen; wenn er aber gleich anfangs sich sehr darum bemühet, so werden sie aufmerksam, und nehmen sich in Acht, und es wird ihm dann weit saurer gemacht, sowohl den Ball in den Kessel, als auch seine Kelle in ein Loch seiner Quäler zu bringen. Dieses wären alle Regeln für den Treiber und die Treibenden des Balles.

### Auszählen
Die Bestimmung des ersten Sautreibers geschieht auf folgende Weise: Alle Spieler stellen sich um den Kessel, halten ihren Stock in diesen und laufen in einer Richtung im Kreis um diesen herum. Auf das Kommando eines Mitspielers (er ruft ein verabredetes Wort oder eine bestimmte Zahl) läuft jeder nach einem der Löcher am Kreisrand. Wer kein Loch erhaschen konnte, ist der Sautreiber.

## Bräuche
Franz Felix Adalbert Kuhn beschreibt in seinem Werk Norddeutsche Sagen, Märchen und Gebräuche einen Brauch vor Ostern, bei dem dieses Spiel solange von jungen Männern gespielt wird, bis die Sau zerstört ist (die Bälle waren aus Leder und einer Füllung selbstgefertigt und nur genäht).